# Der Delfin – Die Geschichte eines Träumers
Der Delfin – Die Geschichte eines Träumers (Originaltitel: El delfín: La historia de un soñador) ist ein computeranimierter Kinderfilm aus dem Jahr 2009 von Regisseur Eduardo Schuldt und basiert auf dem Roman Der träumende Delphin von Sergio Bambaren.

## Handlung
Vor einiger Zeit lebten alle Tiere des Ozeans glücklich und zufrieden und folgten nur der Stimme ihres Herzens. Inzwischen hören sie nicht mehr auf ihre innere Stimme und haben es verlernt zu träumen. Anstatt zu fischen, um zu leben, leben sie nur noch, um zu fischen, und häufen materielle Besitztümer an. Nur einer ist anders: Daniel Alexander Delfin. 
Daniel lebt mit einer Delfine-Schule in einer Lagune, die von einem Riff vom Ozean getrennt ist. Er glaubt, dass es mehr im Leben gibt als Fischen und in der Lagune zu bleiben, und träumt davon, eines Tages auf einer großen „perfekten Welle“ zu reiten, doch er darf die sichere Lagune nicht verlassen. Die anderen Delfine können ihn nicht verstehen und sehen den Träumer als Außenseiter, der sich nicht in die Gruppe fügen und den Regeln anpassen will.
Eines Tages spricht die Stimme des Ozeans zu Daniel und kurz darauf sucht ein Mantarochen die Lagune auf, den die Stimme des Ozeans als Botschafter gesandt hat. Daniel wird mitgeteilt, dass die Sonne nun bald den richtigen Ort erreicht habe und er sich auf den Weg machen soll. Daniel versteht die Bedeutung nicht, ist aber entschlossen die Lagune zu verlassen und springt mutig über das Riff. Im weiten Ozean trifft Daniel auf den Sepien Carl. Die beiden freunden sich an und reisen gemeinsam weiter. Sie treffen auf einen Schwarm Barrakudas, der auf die Befehle von Lucius hört, einem überdimensionalen Barrakuda. Daniel und Carl werden von Lucius gejagt, doch es gelingt ihnen zu entkommen. 
Die Stimme des Meeres erklärt Daniel, dass er der Sonne folgen und die Zeichen auf seinem Weg beachten soll. Nur so kann er schließlich den Kamm der perfekten Welle reiten und damit allen Geschöpfen des Ozeans die Welt der Träume wieder zurückbringen. Sie stoßen auf eine große Purpurmuschel, von der Carl gehört hat, dass sich darin alle Wünsche erfüllen sollen. Als sie eintreten, treffen sie allerdings auf eine Krake, die von den anwesenden Quallen nur Gebieter genannt wird. Von der Krake bekommt Daniel den Hinweis auf eine Sonnenfinsternis. Als die Krake sie zwingen will zu bleiben, flüchten die beiden. Daniel kehrt noch einmal zurück zur Purpurmuschel und befreit die Meeresbewohner, die dort von der Krake als Sklaven gehalten wurden. 
Sie treffen auf Weißer Hai Mr. Bite, der sich darüber beklagt, dass er mit Fischen nie ein längeres Gespräch führen kann. Daniel rät ihm, dass er es damit versuchen sollte, seine Gesprächspartner nicht sofort zu fressen und Mr. Bite gelobt Besserung. Ein Sonnenfisch erklärt ihnen nun, dass es sich bei Lucius um einen Traumfresser handelt, der alle Träume der Meeresbewohner schluckt. Der Sonnenfisch träumt davon, einmal im Leben die Sonne zu berühren und versucht jeden Tag bei Sonnenuntergang der Sonne entgegenzuschwimmen, um sie zu berühren.
Lucius will Daniel seine Träume stehlen, doch es gelingt ihm nicht. Als er Daniel töten will, kommen ihm alle Meeresbewohner, die er auf seiner Reise kennengelernt hat, zu Hilfe. Nachdem die Stimme des Meeres mit Lucius gesprochen hat, schrumpft der Riesenbarrakuda auf normale Größe und entpuppt sich nun als Delfin. Neben untergegangenen Schiffen stoßen sie auf Goldmünzen und ein Buckelwal erklärt ihnen, dass das der Grund ist, warum auch die Menschen das Träumen längst verlernt haben. 
Als die Sonnenfinsternis einsetzt, kommt eine riesige Welle auf Daniel zu. Nachdem er seine perfekte Welle geritten ist, erklärt ihm die Stimme des Meeres, dass er allen Schwierigkeiten zum Trotz an sich selbst geglaubt hat, seinem Traum gefolgt ist und so seinen Sinn des Lebens gefunden hat. Daniel kehrt zu seinem Schwarm zurück, wo man von seinen Erzählungen so begeistert ist, dass daraufhin alle ihre Lagune verlassen, die Ozeane erkunden und wieder träumen.

## Hintergrund
Das von Dick Weaver komponierte Titellied Flieg, träumender Delfin, flieg wurde in der deutschen Version von Fabian Busch gesungen.